# Sukcesja tronu

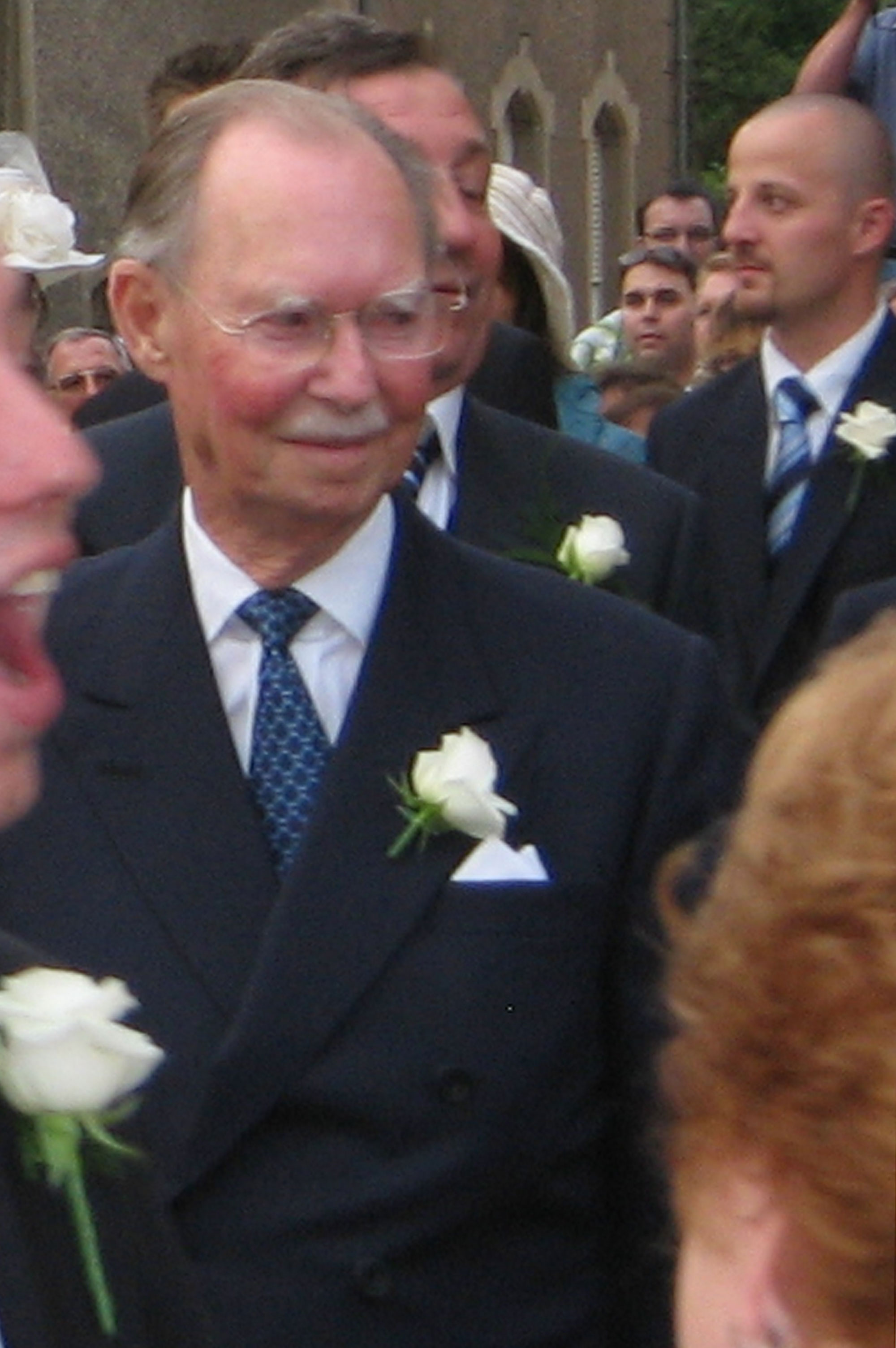
Jan, wielki książę Luksemburga, w 2000 abdykował na rzecz syna Henryka (2006)

Sukcesja tronu – w państwach o ustroju monarchicznym przekazanie tronu monarszego nowemu władcy zgodnie ze zbiorem zasad dziedziczenia tronu w przypadku: śmierci, abdykacji, rzadziej końca kadencji, osoby aktualnie panującej.
W zależności od szczegółowych zasad dziedziczenia tronu następcą tronu, czyli osobą która przejmuje panowanie po poprzednim władcy w razie jego śmierci lub abdykacji – jest zazwyczaj jego zstępny, czyli najstarsze dziecko monarchy, w dalszej kolejności najbliższy mu krewny (brat, lub inna osoba wyznaczona przez monarchę).

## Zasady sukcesji tronu

### Sukcesja tronu w monarchiach dziedzicznych
Pierwszeństwo urodzenia

Sukcesja tronu w monarchii dziedzicznej jest ustalana w oparciu o primogeniturę (pierworództwo), która polega na dziedziczeniu tronu  przez najstarszego potomka w linii prostej. Pierworództwo stosowane jest od początków istnienia dziedzicznej monarchii.
Przykłady: 
- po śmierci króla Jerzego VI 6 lutego 1952 królową Wielkiej Brytanii oraz Australii, Kanady i Nowej Zelandii została Elżbieta II – najstarsza córka zmarłego króla.
- po abdykacji wielkiego księcia Luksemburga Jana w dn. 7 października 2000 nowym władcą księstwa został jego syn Henryk.

Systemem przeciwnym do primogenitury, historycznym i rzadko stosowanym jest ultimogenitura, wyznaczająca na następcę najmłodsze dziecko władcy
Pierwszeństwo płci

Wariantem primogenitury jest wariant nierozróżniający płci pierworodnego potomka nazywany często absolutną primogeniturą. Obowiązuje ona w następujących monarchiach:
- Szwecja (od 1980),
- Holandia (od 1983),
- Norwegia (od 1990),
- Belgia (od 1991),
- Dania (od 2009),
- Luksemburg (od 2011),
- Wielka Brytania (od 2013)

### Sukcesja tronu w monarchiach elekcyjnych
W monarchiach elekcyjnych sukcesja tronu nie odbywa się automatycznie. Tron po śmierci monarchy jest pusty aż do momentu wyboru nowego władcy. Elekcja może dokonać się też za życia danego monarchy (vivente rege).
Przykłady:
- Stolica Apostolska/Watykan – po śmierci papieża dochodzi do konklawe, podczas którego następuje wybór następcy. Potencjalnym sukcesorem tronu papieskiego może być zgodnie z prawem kanonicznym każdy ochrzczony mężczyzna, faktycznie jednak wybór dokonywany jest spośród członków Kolegium Kardynalskiego.
- Kambodża – nowy król wybierany jest przez Radę Tronową[1].

## Sukcesja wtórna
Sukcesja wtórna, lub sukcesja wsteczna – nadzwyczajna sytuacja kiedy to wbrew porządkowi naturalnemu tron po synu (zstępnym) przejmuje wstępny: ojciec, lub inna osoba z pokolenia ojca (np. brat), a nawet dziadek. Sytuacje tego typu zdarzały się w historii bardzo rzadko – miały miejsce w następujących państwach:
- Francja. Jan I Pogrobowiec (bratanek), Filip V Wysoki (stryj) – 20 listopada 1316

Jan I był synem króla Francji Ludwika X Kłótliwego i Klemencji Andegaweńskiej. Urodził się jako pogrobowiec, pięć miesięcy po śmierci swojego ojca. Panował jako król Francji i Nawarry, regentem był jego stryj – Filip, który sam został królem po śmierci Jana I 20 XI 1316 r.
- Hiszpania. Ludwik I (syn) Filip V (ojciec) – 6 września 1724

W 1724 r.  Filip V abdykował na rzecz syna – Ludwika I. Ludwik I wkrótce zmarł na ospę po tylko 6 miesiącach panowania, a Filip V objął ponownie tron.
- Kambodża. Norodom Sihanouk (syn), Norodom Suramarit (ojciec) – 3 marca 1955

Po śmierci króla Sisowath Monivong w 1941 r. jego następcą został wnuk Norodom Sihanouk, który w 1955 abdykował na rzecz swego ojca – Norodoma Suramarita
- Rumunia. Michał I (syn), Karol II (ojciec) – 8 czerwca 1930

Po śmierci Ferdynanda I 20 lipca 1927 tron Rumunii objął jego małoletni wnuk Michał I w imieniu którego władzę sprawowała Rada Regencyjna. Jednak syn Ferdynanda I a ojciec Michała – Karol (wcześniej pozbawiony praw do tronu) powrócił do kraju i 8 czerwca 1930 przejął tron od syna jako  Karol II.
- Nepal

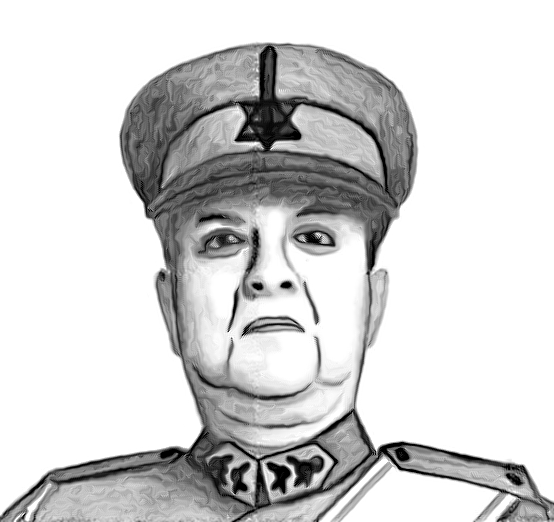
Gyanendra – król Nepalu, w 1951 oddał tron dziadkowi, zaś w 2001 przejął tron po bratanku

- - Gyanendra Bir Bikram Shah Dev (wnuk), Tribhuvan Bir Bikram Shah Dev (dziadek) – 18 lutego 1951

Gyanendra wstąpił na tron 1950 po odsunięciu jego dziadka Tribhuvana w trakcie powstania ludowego. Jednakże Tribhuvan powrócił do Nepalu i odzyskał tron.
- - Dipendra Bir Bikram Shah Dev (bratanek), Gyanendra Bir Bikram Shah Dev (stryj) – 4 czerwca 2001

1 czerwca 2001 na skutek masakry, której sprawcą był następca tronu książę Dipendra zginęło 9 członków rodziny królewskiej w tym król Birendra Bir Bikram Shah Dev ojciec Dipendry. W tej sytuacji formalnym królem Nepalu został sam Dipendra który jednak na skutek podjętej w trakcie tych wydarzeń próby samobójczej (według innej wersji postrzelenia przez straż pałacową) żył jeszcze tylko trzy dni. W dniu jego śmierci 4 czerwca 2001 tron przejął brat króla Birendry –  Gyanendra (nieobecny w pałacu w czasie masakry).
- Lesotho

- - Letsie III (syn), Moshoeshoe II (ojciec) – 12 listopada 1990

Moshoeshoe po uzyskaniu przez Lesotho  niepodległości w 1966  został koronowany na króla.  Pełnił swą funkcję do roku 1970, kiedy, po przegranych wyborach parlamentarnych przez partię premiera L. Jonathana, chcącego odzyskać kontrolę nad państwem, został usunięty z tronu. Wyjechał do Holandii, gdzie przebywał na wygnaniu. W tym okresie regentką była jego żona, Mamohato Bereng Seeiso. Po obaleniu Jonathana w 1986, król odzyskał część rzeczywistej władzy, którą mu jednak odebrano na początku 1990; regentką ponownie została jego żona, a on sam został zmuszony do emigracji. W listopadzie 1990 jego syn, David Mohato Bereng Seeiso, zastąpił go na tronie jako król Letsie III. Do 1992 Moshoeshoe II przebywał na wygnaniu w Wielkiej Brytanii; w styczniu 1995 powrócił  na tron Lesotho, zastępując swego syna. Rok później, w styczniu 1996, król Moshoeshoe II zginął w wypadku drogowym w górach Maluto, a tron objął ponownie Letsie III.

## Sukcesja w republikach
W republikach podobnie jak w monarchiach, kwestia sukcesji urzędu prezydenckiego jest zazwyczaj usystematyzowana konstytucyjnie. Sukcesja prezydencka nie normuje jednak zwyczajnego przekazania funkcji, którą regulują procedury wyborcze. Ma zastosowanie w sytuacjach nadzwyczajnych, np. w wyniku śmierci, rezygnacji, lub odwołania (tzw. impeachment) dotychczasowej głowy państwa. W wyniku zaistnienia, którejś z powyższych sytuacji pierwsza osoba w linii sukcesji obejmuje urząd, lub pełni obowiązki głowy państwa do czasu jej wyłonienia w zwyczajnej procedurze.
Przykłady:
- Linia sukcesji prezydenckiej w Polsce
- Linia sukcesji prezydenckiej w Stanach Zjednoczonych Ameryki
- Linia sukcesji prezydenckiej w Brazylii